# Associazione Calcio Nocerina 1982-1983
Questa pagina raccoglie le informazioni riguardanti l'Associazione Calcio Nocerina nelle competizioni ufficiali della stagione 1982-1983.

## Rosa
| N. |                   | Ruolo | Calciatore          |
| -- | ----------------- | ----- | ------------------- |
| -  | Italia (bandiera) | A     | Francesco Angrisani |
| -  | Italia (bandiera) | C     | Ignazio Arcoleo     |
| -  | Italia (bandiera) | C     | Paolo Bocchinu      |
| -  | Italia (bandiera) | P     | Luciano Bove        |
| -  | Italia (bandiera) | D     | Fabio Capone        |
| -  | Italia (bandiera) | D     | Maurizio Carlà      |
| -  | Italia (bandiera) | C     | Michele Carotenuto  |
| -  | Italia (bandiera) | C     | Damiano Coletta     |
| -  | Italia (bandiera) | A     | Antonio Di Luccio   |
| -  | Italia (bandiera) | C     | Luigi Di Giaimo     |
| -  | Italia (bandiera) | D     | Stefano Dradi       |
| -  | Italia (bandiera) | A     | Nicola Ferrentino   |
| -  | Italia (bandiera) | C     | Sandro Magnini      |
| -  | Italia (bandiera) | D     | Federico Marchi     |
| -  | Italia (bandiera) |       | Matrone             |

| N. |                   | Ruolo | Calciatore           |
| -- | ----------------- | ----- | -------------------- |
| -  | Italia (bandiera) | C     | Battista Missiroli   |
| -  | Italia (bandiera) | P     | Francesco Navazzotti |
| -  | Italia (bandiera) | C     | Giuseppe Porceddu    |
| -  | Italia (bandiera) | A     | Giovanni Quadri      |
| -  | Italia (bandiera) | A     | Giuseppe Raffaele    |
| -  | Italia (bandiera) | A     | Salvatore Sorrentino |
| -  | Italia (bandiera) | A     | Luigi Squillante     |
| -  | Italia (bandiera) | C     | Giuseppe Stasio      |
| -  | Italia (bandiera) | D     | Vincenzo Torrente    |
| -  | Italia (bandiera) | D     | Giuseppe Tortorici   |
| -  | Italia (bandiera) |       | Venditelli           |
| -  | Italia (bandiera) | D     | Sisto Vitiello       |
| -  | Italia (bandiera) |       | Voccia               |
| -  | Italia (bandiera) | C     | Gabriele Zottoli     |

## Risultati

### Campionato

#### Girone di andata
| 19 settembre 1982 1ª giornata | Virtus Casarano | 3 – 0 | Nocerina |  |

| 26 settembre 1982 2ª giornata | Nocerina | 0 – 2 | Reggina |  |

| 3 ottobre 1982 3ª giornata | Paganese | 1 – 1 | Nocerina |  |

| 10 ottobre 1982 4ª giornata | Nocerina | 1 – 0 | Barletta |  |

| 17 ottobre 1982 5ª giornata | Casertana | 2 – 0 | Nocerina |  |

| 24 ottobre 1982 6ª giornata | Nocerina | 2 – 3 | Campania |  |

| 31 ottobre 1982 7ª giornata | Empoli | 0 – 0 | Nocerina |  |

| 7 novembre 1982 8ª giornata | Nocerina | 0 – 0 | Rende |  |

| 14 novembre 1982 9ª giornata | Nocerina | 2 – 1 | Livorno |  |

| 21 novembre 1982 10ª giornata | Salernitana | 0 – 0 | Nocerina |  |

| 28 novembre 1982 11ª giornata | Anconitana | 1 – 0 | Nocerina |  |

| 5 dicembre 1982 12ª giornata | Nocerina | 0 – 0 | Benevento |  |

| 12 dicembre 1982 13ª giornata | Siena | 3 – 2 | Nocerina |  |

| 14 dicembre 1982 14ª giornata | Nocerina | 1 – 0 | Ternana |  |

| 9 gennaio 1983 15ª giornata | Pescara | 2 – 0 | Nocerina |  |

| 16 gennaio 1983 16ª giornata | Nocerina | 2 – 0 | Taranto |  |

| 23 gennaio 1983 17ª giornata | Cosenza | 1 – 1 | Nocerina |  |

#### Girone di ritorno
| 30 gennaio 1983 18ª giornata | Nocerina | 2 – 1 | Virtus Casarano |  |

| 6 febbraio 1983 19ª giornata | Reggina | 2 – 1 | Nocerina |  |

| 13 febbraio 1983 20ª giornata | Nocerina | 1 – 1 | Paganese |  |

| 20 febbraio 1983 21ª giornata | Barletta | 3 – 0 | Nocerina |  |

| 27 febbraio 1983 22ª giornata | Nocerina | 1 – 2 | Casertana |  |

| 6 marzo 1983 23ª giornata | Campania | 1 – 0 | Nocerina |  |

| 13 marzo 1983 24ª giornata | Nocerina | 0 – 1 | Empoli |  |

| 20 marzo 1983 25ª giornata | Rende | 1 – 1 | Nocerina |  |

| 2 aprile 1983 26ª giornata | Livorno | 0 – 0 | Nocerina |  |

| 10 aprile 1983 27ª giornata | Nocerina | 0 – 0 | Salernitana |  |

| 17 aprile 1983 28ª giornata | Nocerina | 1 – 1 | Anconitana |  |

| 1º maggio 1983 29ª giornata | Benevento | 2 – 1 | Nocerina |  |

| 8 maggio 1983 30ª giornata | Nocerina | 0 – 0 | Siena |  |

| 15 maggio 1983 31ª giornata | Ternana | 3 – 0 | Nocerina |  |

| 22 maggio 1983 32ª giornata | Nocerina | 1 – 3 | Pescara |  |

| 29 maggio 1983 33ª giornata | Taranto | 2 – 0 | Nocerina |  |

| 5 giugno 1983 34ª giornata | Nocerina | 1 – 3 | Cosenza |  |